# 坎特維斯的幽靈
《坎特維爾的幽靈》（英語：The Canterville Ghost）是奧斯卡·王爾德的幽默短篇小說。 這是王爾德發表的第一部小說，分兩部分發表在1887 年2 月23 日和3 月2 日的《法庭與社會評論》上。故事講述的是一個美國家庭搬到一座城堡，但這個城堡居住著可怕的鬼魂，一家人隨著時間過去逐漸解開鬼魂謎團的故事。
此故事也曾多次被搬上舞台和銀幕。

## 改編作品

### 電影
- 《坎特維斯的幽靈》，一部1944年好萊塢電影，由查理斯 . 勞頓(Charles Laughton)主演
- 《Кентервильское привидение》，一部1970年的蘇聯動畫電影。
- Bhoothnath ，2008 年寶萊塢電影改編作品[1]
- 《坎特維斯的幽靈》（Le Fantôme de Canterville）是一部2016年法国-比利时电影。
- 《老鬼當家》是一部由斯蒂芬·弗雷、休·勞瑞和米蘭達·哈特配音的英国動畫電影，原定於2016年上映[2]，目前定於2023年發布[需要解释] 。 [3]